# 23e Satellite Awards
De uitreiking van de 23e Satellite Awards, waarbij prijzen werden uitgereikt in verschillende categorieën voor film en televisie uit het jaar 2018, vond plaats in Los Angeles op zondag 17 februari 2019.

## Film – nominaties en winnaars
De nominaties werden bekendgemaakt op 28 november 2018. De winnaars werden bekendgemaakt op 3 januari 2019.

### Beste dramafilm
- If Beale Street Could Talk
  - Black Panther
  - First Man
  - Hereditary
  - Mary Queen of Scots
  - Widows

### Beste komische of muzikale film
- A Star Is Born
  - Crazy Rich Asians
  - The Favourite
  - Green Book
  - Mary Poppins Returns
  - Nico, 1988

### Beste regisseur
- Alfonso Cuarón – Roma
  - Bradley Cooper – A Star Is Born
  - Peter Farrelly – Green Book
  - Barry Jenkins – If Beale Street Could Talk
  - Giorgos Lanthimos – The Favourite
  - Spike Lee – BlacKkKlansman

### Beste actrice in een dramafilm
- Glenn Close – The Wife
  - Yalitza Aparicio – Roma
  - Viola Davis – Widows
  - Nicole Kidman – Destroyer
  - Melissa McCarthy – Can You Ever Forgive Me?
  - Rosamund Pike – A Private War

### Beste acteur in een dramafilm
- Willem Dafoe – At Eternity's Gate
  - Ben Foster – Leave No Trace
  - Ryan Gosling – First Man
  - Ethan Hawke – First Reformed
  - Lucas Hedges – Boy Erased
  - Robert Redford – The Old Man & the Gun

### Beste actrice in een komische of muzikale film
- Olivia Colman – The Favourite
  - Emily Blunt – Mary Poppins Returns
  - Trine Dyrholm – Nico, 1988
  - Elsie Fisher – Eighth Grade
  - Lady Gaga – A Star Is Born
  - Constance Wu – Crazy Rich Asians

### Beste acteur in een komische of muzikale film
- Rami Malek – Bohemian Rhapsody
  - Bradley Cooper – A Star Is Born
  - Lin-Manuel Miranda – Mary Poppins Returns
  - Viggo Mortensen – Green Book
  - Nick Robinson – Love, Simon
  - John David Washington – BlacKkKlansman

### Beste actrice in een bijrol
- Regina King – If Beale Street Could Talk
  - Claire Foy – First Man
  - Nicole Kidman – Boy Erased
  - Margot Robbie – Mary Queen of Scots
  - Emma Stone – The Favourite
  - Rachel Weisz – The Favourite

### Beste acteur in een bijrol
- Richard E. Grant – Can You Ever Forgive Me?
  - Mahershala Ali – Green Book
  - Timothée Chalamet – Beautiful Boy
  - Russell Crowe – Boy Erased
  - Adam Driver – BlacKkKlansman
  - Sam Elliott – A Star Is Born

### Beste niet-Engelstalige film
- Roma ( Mexico)
  - The Cakemaker ( Israël)
  - Zimna wojna (Cold War) ( Polen)
  - Den skyldige (The Guilty) ( Denemarken)
  - I Am Not a Witch ( Verenigd Koninkrijk)
  - Manbiki kazoku (Shoplifters) ( Japan)

### Beste geanimeerde of mixed media film
- Isle of Dogs
  - Incredibles 2
  - Liz and the Blue Bird
  - Mirai
  - Ralph Breaks the Internet
  - Ruben Brandt, Collector

### Beste documentaire
- Minding the Gap
  - Crime + Punishment
  - Free Solo
  - RBG
  - Three Identical Strangers
  - Won't You Be My Neighbor?

### Beste origineel script
- Roma – Alfonso Cuarón
  - Eighth Grade – Bo Burnham
  - The Favourite – Deborah Davis & Tony McNamara
  - First Reformed – Paul Schrader
  - Green Book – Nick Vallelonga, Brian Hayes Currie & Peter Farrelly
  - A Quiet Place – John Krasinski, Scott Beck & Bryan Woods

### Beste bewerkte script
- Can You Ever Forgive Me? – Nicole Holofcener & Jeff Whitty
  - BlacKkKlansman – Spike Lee, David Rabinowitz, Kevin Willmott & Charlie Wachtel
  - The Death of Stalin – Armando Iannucci, David Schneider, Ian Martin & Peter Fellows
  - If Beale Street Could Talk – Barry Jenkins
  - Leave No Trace – Debra Granik & Anne Rosellini
  - A Star Is Born – Bradley Cooper & Eric Roth

### Beste soundtrack
- First Man – Justin Hurwitz
  - BlacKkKlansman – Terence Blanchard
  - Colette – Thomas Adès
  - If Beale Street Could Talk – Nicholas Britell
  - The Sisters Brothers – Alexandre Desplat
  - Widows – Hans Zimmer

### Beste filmsong
- "Shallow" – A Star Is Born
  - "All the Stars" – Black Panther
  - "Can You Imagine That?" – Mary Poppins Returns
  - "Requiem for a Private War" – A Private War
  - "Revelation" – Boy Erased
  - "Strawberries & Cigarettes" – Love, Simon

### Beste cinematografie
- A Star Is Born – Matthew Libatique
  - Black Panther – Rachel Morrison
  - Zimna wojna (Cold War) – Łukasz Żal
  - The Favourite – Robbie Ryan
  - If Beale Street Could Talk – James Laxton
  - Roma – Alfonso Cuarón

### Beste visuele effecten
- Black Panther
  - Avengers: Infinity War
  - Fantastic Beasts: The Crimes of Grindelwald
  - Jurassic World: Fallen Kingdom
  - Rampage
  - Ready Player One

### Beste montage
- Roma – Alfonso Cuarón
  - BlacKkKlansman – Barry Alexander Brown
  - First Man – Tom Cross
  - If Beale Street Could Talk – Joi McMillon & Nat Sanders
  - A Star Is Born – Jay Cassidy
  - Widows – Joe Walker

### Beste geluidseffecten
- A Quiet Place
  - Black Panther
  - First Man
  - Mary Poppins Returns
  - Roma
  - A Star Is Born

### Beste Art Direction en Production Design
- Mary Poppins Returns
  - Black Panther
  - Fantastic Beasts: The Crimes of Grindelwald
  - The Favourite
  - First Man
  - Roma

### Beste kostuums
- The Favourite – Sandy Powell
  - Black Panther – Ruth E. Carter
  - Colette – Andrea Flesch
  - Fantastic Beasts: The Crimes of Grindelwald – Colleen Atwood
  - Mary Queen of Scots – Alexandra Byrne
  - A Star Is Born – Erin Benach

### BesteIndependent film
- BlacKkKlansman
  - Eighth Grade
  - First Reformed
  - Leave No Trace
  - Private Life
  - A Private War

## Films met meerdere nominaties
De volgende films ontvingen meerdere nominaties:
| Nominaties | Film                                        | Awards |
| ---------- | ------------------------------------------- | ------ |
| 11         | A Star Is Born                              | 3      |
| 9          | The Favourite                               | 2      |
| 8          | Roma                                        | 4      |
| 7          | BlacKkKlansman                              | 1      |
| 7          | Black Panther                               | 1      |
| 7          | First Man                                   | 1      |
| 7          | If Beale Street Could Talk                  | 2      |
| 6          | Mary Poppins Returns                        | 1      |
| 5          | Green Book                                  | –      |
| 4          | Boy Erased                                  | –      |
| 4          | Widows                                      | –      |
| 3          | Can You Ever Forgive Me?                    | 2      |
| 3          | Eighth Grade                                | –      |
| 3          | Fantastic Beasts: The Crimes of Grindelwald | –      |
| 3          | First Reformed                              | –      |
| 3          | Leave No Trace                              | –      |
| 3          | Mary Queen of Scots                         | –      |
| 3          | A Private War                               | –      |
| 2          | Zimna wojna (Cold War)                      | –      |
| 2          | Colette                                     | –      |
| 2          | Crazy Rich Asians                           | –      |
| 2          | Love, Simon                                 | –      |
| 2          | Nico, 1988                                  | –      |
| 2          | A Quiet Place                               | 1      |

## Televisie – nominaties en winnaars

### Beste dramaserie
- Homecoming
  - The Bold Type
  - The Handmaid's Tale
  - Mr. Mercedes
  - Sucession
  - This Is Us

### Beste komische of muzikale serie
- Lodge 49
  - Arrested Development
  - Atlanta
  - Barry
  - Black-ish
  - The Good Place
  - Insecure

### Beste miniserie
- American Crime Story: The Assassination of Gianni Versace
  - The Looming Tower
  - Patrick Melrose
  - Sharp Objects
  - A Very English Scandal

### Beste televisiefilm
- The Tale
  - Cargo
  - Her Only Choice
  - King Lear

### Beste genre-serie
- The Terror
  - Castle Rock
  - Counterpart
  - Doctor Who
  - The Man in the High Castle
  - Stranger Things

### Beste actrice in een genre/dramaserie
- Julia Roberts – Homecoming
  - Elisabeth Moss – The Handmaid's Tale
  - Sandra Oh – Killing Eve
  - Keri Russell – The Americans
  - Jodie Whittaker – Doctor Who

### Beste acteur in een genre/dramaserie
- Brendan Gleeson – Mr. Mercedes
  - Jason Bateman – Ozark
  - Bob Odenkirk – Better Call Saul
  - Matthew Rhys – The Americans
  - J.K. Simmons – Counterpart
  - Billy Bob Thornton – Goliath

### Beste actrice in een komische of muzikale serie
- Issa Rae – Insecure
  - Alison Brie – GLOW
  - Christina Hendricks – Good Girls
  - Ellie Kemper – Unbreakable Kimmy Schmidt
  - Niecy Nash – Claws
  - Tracee Ellis Ross – Black-ish

### Beste acteur in een komische of muzikale serie
- Bill Hader – Barry
  - Anthony Anderson – Black-ish
  - Ted Danson – The Good Place
  - Donald Glover – Atlanta
  - William H. Macy – Shameless
  - Thomas Middleditch – Silicon Valley

### Beste actrice in een televisiefilm of miniserie
- Amy Adams – Sharp Objects
  - Laura Dern – The Tale
  - Dakota Fanning – The Alienist
  - Julia Roberts – Homecoming
  - Emma Stone – Maniac

### Beste acteur in een televisiefilm of miniserie
- Darren Criss – American Crime Story: The Assassination of Gianni Versace
  - Daniel Brühl – The Alienist
  - Benedict Cumberbatch – Patrick Melrose
  - Jeff Daniels – The Looming Tower
  - Hugh Grant – A Very English Scandal
  - Jared Harris – The Terror

### Beste actrice in een bijrol in een serie, miniserie of televisiefilm
- Sharon Stone – Mosaic
  - Penélope Cruz – American Crime Story: The Assassination of Gianni Versace
  - Jennifer Jason Leigh – Patrick Melrose
  - Justine Lupe – Mr. Mercedes
  - Nive Nielsen – The Terror
  - Emma Thompson – King Lear

### Beste acteur in een bijrol in een serie, miniserie of televisiefilm
- Hugo Weaving – Patrick Melrose
  - Mark Duplass – Goliath
  - John Macmillan – King Lear
  - Édgar Ramírez – American Crime Story: The Assassination of Gianni Versace
  - Paul Ready – The Terror
  - Ben Whishaw – A Very English Scandal

## Special achievement awards
- Auteur Award (for singular vision and unique artistic control over the elements of production) – Ryan Coogler
- Humanitarian Award (for making a difference in the lives of those in the artistic community and beyond) – n.n.b.
- Mary Pickford Award (for outstanding contribution to the entertainment industry) – n.n.b.
- Nikola Tesla Award (for visionary achievement in filmmaking technology) – n.n.b.
- Best First Feature – Rupert Everett (The Happy Prince)
- Ensemble: Motion Picture – The Favourite
- Ensemble: Television – American Crime Story: The Assassination of Gianni Versace